# 木山英明
木山 英明（きやま ひであき、1940年11月3日 - ）は、日本の文化人類学者。神奈川県立外語短期大学教授。

## 略歴
島根県松江市に生まれる。1965年、早稲田大学第一文学部史学科日本史学専修卒業。1978年、ニューヨーク州立大学バッファロー校大学院社会科学研究科人類学専修修了。人類学博士（ニューヨーク州立大学）。
ニューヨーク州立大学バッファロー校では、ラウル・ナロールに師事。通文化研究の日本における第一人者である。

## 著書
- 『人間の来た道：人類学の話』弘文出版、1994年
- 『文化人類学がわかる事典』日本実業出版社、1996年
- 『文化人類学の方法と通文化研究』明石書店、1999年
- 『山のある暮らし：私のログハウス一代記』農山漁村文化協会、2001年
- 『現代語譯 更級日記』明石書店、2005年

## 訳書
- M. S. ガーバリーノ著『文化人類学の歴史：社会思想から文化の科学へ』（大平裕司と共訳）新泉社、1987年
- ポール・デイヴィス著『生命の起源：地球と宇宙をめぐる最大の謎に迫る』明石書店、2014年[3]